# Lacedonia
Lacedonia é uma comuna italiana da região da Campania, província de Avellino, com cerca de 3.010 habitantes. Estende-se por uma área de 81 km², tendo uma densidade populacional de 37 hab/km². Faz fronteira com Aquilonia, Bisaccia, Melfi (PZ), Monteverde, Rocchetta Sant'Antonio (FG), Sant'Agata di Puglia (FG), Scampitella.

## Demografia
| Variação demográfica do município entre 1861 e 2011                               |
|                                                                                   |
| Fonte: Istituto Nazionale di Statistica (ISTAT) - Elaboração gráfica da Wikipedia |